# Севрук Іван Олександрович
Іван Олександрович Севрук (нар. 25 січня 2005, Черкаси) — український гімнаст. Чемпіон Європи серед юніорів у командній першості та срібний призер чемпіонату Європи серед юніорів у вільних вправах. Майстер спорту міжнародного класу.

## Спортивна кар'єра
Перші тренери - Надюк І.В., Крижня В.В.

### 2020
У грудні під час пандемії коронавірусу на дебютному чемпіонаті Європи серед юніорів разом з Іллею Ковтуном, Володимиром Костюком, Радомиром Стельмахом та Микитою Мельниковим вперше в історії збірної України здобули перемогу в командній першості. У фіналі вільних вправ виборов срібну нагороду.

## Результати на турнірах

### Юніорські змагання
| Рік  | Змагання                                      | КБ | ІБ | Вільні вправи | Кінь | Кільця | Опорний стрибок | Паралельні бруси | Перекладина |
| ---- | --------------------------------------------- | -- | -- | ------------- | ---- | ------ | --------------- | ---------------- | ----------- |
| 2020 | Чемпіонат Європи                              | 1  |    | 2             |      |        |                 |                  |             |
| 2021 | Чемпіонат України серед юнаків. Кропивницький | 1  | 2  |               |      |        |                 |                  |             |